# مجلة الثقافة في المنزل
مجلة الثقافة في المنزل Kultur im Heim هي مجلة نسائية في ألمانيا الشرقية متخصصة في الديكور المنزلي والتصاميم الداخلية للمنازل. نُشرت المجلة بين عامي 1956 و 1989.
بدأ نشر مجلة الثقافة في المنزل Kultur im Heim في عام 1956. تم نشر المجلة بواسطة دار الاقتصاد للنشر Verlag die Wirtschaft في برلين الشرقية. كان الجمهور المستهدف للمجلة من النساء. عملت المجلة كوسيط بين مجتمع التصاميم الاحترافية للمنازل والمستهلكين من ألمانيا الشرقية.
قدمت مجلة الثقافة في المنزل Kultur im Heim للقراء العديد من الاقتراحات حول تصاميم المانزل والأنشطة الترفيهية. كما تضمنت مقالات عن التصاميم الجديدة لصناعة الأثاث في ألمانيا الشرقية وعإضافت فنية جديدة على الأثاث الجاهز الحديث والوظيفي. كانت جميع المقالات المنشورة في المجلة مبنية على نتائج الدراسات التي أجراها علماء الاجتماع، والفلاسفة والمصممين حول العلاقة بين الاشتراكية وفلسفة الجمال والتصاميم البديعة.
أُغلقت المجلة في عام 1989.